# Saint-Eustache-la-Forêt
Saint-Eustache-la-Forêt – miejscowość i gmina we Francji, w regionie Normandia, w departamencie Sekwana Nadmorska.
Według danych na rok 1990 gminę zamieszkiwało 1217 osób, a gęstość zaludnienia wynosiła 185 osób/km² (wśród 1421 gmin Górnej Normandii Saint-Eustache-la-Forêt plasuje się na 178. miejscu pod względem liczby ludności, natomiast pod względem powierzchni na miejscu 566.).